# シュリーランガム

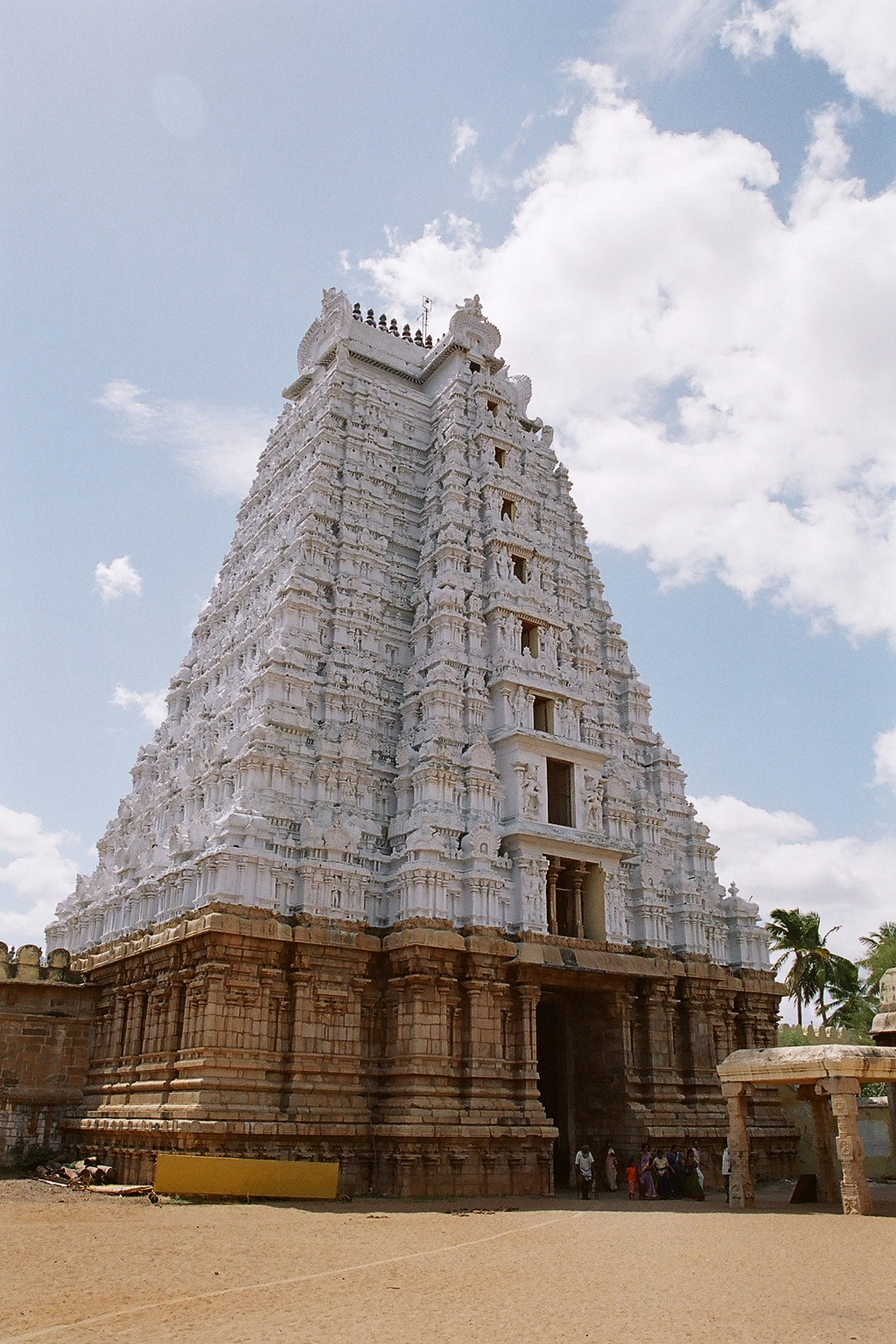
シュリーランガム寺院

シュリーランガム（英語：Srirangam）は、インドのタミル・ナードゥ州、ティルチラーパッリの島。ティルヴァランガム（Thiruvarangam）とも呼ばれる。カーヴェーリ川の中にある。

## 歴史
1310年から1311年にかけて、ムスリムに侵略され、支配されていた。
その後、シュリーランガムはヴィジャヤナガル王国の支配下にあった。16世紀にクリシュナ・デーヴァ・ラーヤはこの地の重要性を認識し、ティルパティと同様の権威を与え、豊富な財産を与えた。

## 寺院
シュリーランガム寺院は七つの同円心の壁からなる巨大な寺院で、21のゴープラムがある。